# 岩手県道234号花巻雫石線
岩手県道234号花巻雫石線（いわてけんどう234ごう はなまきしずくいしせん）は、岩手県花巻市から岩手郡雫石町に至る一般県道である。

## 概要

### 路線データ
- 実延長：15,026.4 m
- 起点：花巻市豊沢（岩手県道12号花巻大曲線交点）
- 終点：岩手郡雫石町南畑（岩手県道1号盛岡横手線交点）
- 冬季閉鎖区間：全線

## 歴史
- 1973年（昭和48年）3月30日 - 県道に認定される。

## 地理

### 通過する自治体
- 花巻市
- 岩手郡雫石町

### 交差する道路
- 岩手県道12号花巻大曲線（花巻市豊沢）
- 岩手県道1号盛岡横手線（雫石町南畑）